# Achaea echo
Achaea echo là một loài bướm đêm thuộc họ Erebidae. Loài này có ở Equatorial West Châu Phi tới Zimbabwe, bao gồm Sierra Leone, Ghana và Nam Phi.
Ấu trùng ăn các loài Poaceae và Panicum, nhưng cũng có thể ăn cam-quýt.